# Lebrunia bushaie
Lebrunia bushaie är en tvåhjärtbladig växtart som beskrevs av Pierre Staner. Lebrunia bushaie ingår i släktet Lebrunia och familjen Calophyllaceae. Inga underarter finns listade i Catalogue of Life.